# Il figlio dell'uomo (romanzo)
Il figlio dell'uomo (Son of Man, 1971) è un romanzo di fantascienza dello scrittore statunitense Robert Silverberg.

## Trama
Clay, abitante della terra del ventesimo secolo, si ritrova trasportato nel futuro dal "flusso del tempo"; in un racconto onirico e psichedelico conosce tutte le evoluzioni possibili dell'umanità.

## Edizioni
Il romanzo è stato pubblicato in italiano nel 1979 dalla Armenia Edizioni editore, per essere ristampato nel 1995 dalla Arnoldo Mondadori Editore (copertina di Marco Patrito).
- Robert Silverberg, Son of Man, Ballantine Books, 1971.
- Robert Silverberg, Il figlio dell'Uomo, I Libri di Robot, Armenia Edizioni, 1979,  p. 303.
- Robert Silverberg, Il figlio dell'Uomo, traduzione di Giancarlo Tarozzi, Classici Urania, n° 223, Arnoldo Mondadori Editore, ottobre 1995,  p. 222.
- Robert Silverberg, Il figlio dell'Uomo, traduzione di Giancarlo Tarozzi, I libri di Urania, n° 30, Arnoldo Mondadori Editore, dicembre 1995.